# オレたちバブル入行組
『オレたちバブル入行組』（おれたちバブルにゅうこうぐみ）は、池井戸潤による日本の小説。半沢直樹シリーズ第1作。
『別冊文藝春秋』2003年11月号から2004年9月号にかけて連載され、2004年12月に文藝春秋より単行本化、2007年12月に文春文庫にて文庫化、2019年11月に講談社文庫にて『半沢直樹 1 オレたちバブル入行組』に改題の上、文庫化された。
本作は、2013年7月7日よりTBS系列で放送されたテレビドラマ『半沢直樹（2013年版）』の第一部（前半）の原作に当たる。テレビドラマは初回平均視聴率19.4%を記録し、その人気から原作本である本作は2013年7月22日付のオリコン“本”ランキング文庫部門で週間4万9781部を売り上げ、前週の40位から2位へランクインした。
2度オーディオブック化されていて、2013年12月13日より2016年4月上旬までFeBeにて半沢役を白石稔が担当し配信されたもの
と、2018年9月14日よりAudibleにて吉田健太郎が朗読を担当し配信されたものとがある。

## あらすじ
主人公・半沢直樹は大手都銀の東京中央銀行（産業中央銀行）にバブル期に入行し、今は関西支店の中でも中核店舗とされる大阪西支店で融資課長を務める。
上昇志向の強い支店長浅野匡の強引な命令により、5億円の融資を行なった「西大阪スチール」が融資実行の直後に倒産してしまう。半沢は、西大阪スチールの経理課長、波野に問い質し、帳簿を調べると、明らかに粉飾の痕があることに気付く。そこで社長の東田満に事情を聴くが、東田は開き直った末に失踪してしまう。5億円の融資失敗に怒った浅野は「粉飾を見破れなかった」として、半沢にすべての責任を押し付け、知らぬ顔を決め込む。
憤激する半沢だが、融資した5億円の債権回収をしなければ、子会社への出向は免れない。銀行員にとって出向とは通常「片道切符」であり、事実上、銀行員生命の終わりを意味する。そこで、部下の垣内、同期の渡真利忍、苅田、町工場の社長竹下清彦、信用調査会社の来生卓治らの協力のもと、東田の行方を追う。
浅野の息のかかった東京本店幹部の陰険な事情聴取をかわし、嫌がる波野を捕えて追及していくうちに、東田の粉飾と計画倒産だったという真相を突き止めるが、そこには銀行の信用に関わる重大な事実があった。

## 登場人物

### 主人公とその家族
半沢直樹（はんざわ なおき）
東京中央銀行大阪西支店融資課長。
半沢花（はんざわ はな）
半沢の妻。広告代理店勤務。

### 主人公の同期
渡真利忍（とまり しのぶ）
東京中央銀行融資部企画グループ調査役。
近藤直弼（こんどう なおすけ）
東京中央銀行大阪事務所システム部分室調査役。
苅田光一（かりた  こういち）
東京中央銀行関西法務室調査役。
押木（おしき）
口数は少ないが英語が堪能。アメリカ駐在中にアメリカ同時多発テロ事件で行方不明。

### 東京中央銀行

#### 大阪西支店
浅野匡（あさの ただす）
東京中央銀行大阪西支店長。
江島浩（えじま ひろし）
東京中央銀行大阪西支店副支店長。
中西英治（なかにし えいじ）
東京中央銀行大阪西支店融資課。入行2年目。

#### 東京本店
小木曽忠生（おぎそ ただお）
東京中央銀行人事部次長。
定岡（さだおか）
東京中央銀行融資部。東京大学卒。半沢たちと同期入行。
木村直高（きむら なおたか）
東京中央銀行業務統括部部長代理。
実は、半沢の父の経営する工場の融資を打ち切った張本人で、近藤が総合失調症を患う元凶。

### その他
東田満（ひがしだ みつる）
西大阪スチール社長。
波野（なみの）
西大阪スチール経理課長。
未樹（みき）
東田の愛人。
来生卓治（きすぎ たくじ）
民間調査機関・大阪商工リサーチ信用課課長代理。
竹下清彦（たけした きよひこ）
竹下金属社長。
板橋（いたばし）
淡路鉄鋼社長。